# Locomotion Batucada
"Locomoticon Batucada" é uma canção da cantora Claudia Leitte, lançada em 12 de setembro de 2011 no Miss Universo. A canção é interpretada em uma mistura de inglês, espanhol, sendo uma mixagem de música pop com elementos de samba e timbres de eletrônicos.

## Composição e lançamento
Em 12 de agosto Claudia Leitte interpretou inesperadamente a canção durante um show em Sorocaba, sendo que, em 29 de agosto colocou em seu Twitter um vídeo amador onde apresentava mais um trecho. Ainda em 29 de agosto liberou a música para download digital em seu website junto com outras duas faixas, "Elixir", com participação do Olodum, e "Preto". Composta por João Nabuco, a canção é interpretada em três línguas diferentes, inglês, espanhol e português, sendo a primeira canção da carreira de Claudia Leitte lançada em outro idioma,a não ser o português. Influenciada especialmente pela música pop, a canção mistura ainda axé music com elementos de samba e timbres de eletrônicos.

## Promoção
A canção foi apresentada pela primeira ao vivo em 27 de agosto de 2011 durante um show de Claudia Leitte em Minas Gerais. Em 12 de setembro a cantora interpretou a canção durante o Miss Universo 2011,realizada em São Paulo. A apresentação foi transmitida para 189 países, atingindo um público de 6 milhões de pessoas. Na ocasião a cantora declarou:
| “ | São milhões de pessoas me assistindo, é uma oportunidade para eu mostrar meu samba, minha batucada, minha brasilidade. É a primeira vez que canto minha música em inglês na TV | ” |

Em 7 de outubro participou do programa Legendários, de Marcos Mion, onde cantou o novo single, além das canções "Preto", "Exttravasa" e os covers de "Na Boquinha da Garrafa" e "Loca", interpretada originalmente por Shakira.